# رودريغو ميلينديز
رودريغو ديفيد ميلينديز أرايا (بالإسبانية: Rodrigo Meléndez)‏ (مواليد 3 أكتوبر 1977 في سانتياغو) لاعب كرة قدم تشيلي دولي يجيد اللعب في خط الوسط . يلعب حاليا لصالح نادي كولوكولو التشيلي من سنة 2006 .

## روابط خارجية
- رودريغو ميلينديز على موقع الاتحاد الدولي (مؤرشف)  (الإنجليزية)
- رودريغو ميلينديز على موقع قاعدة بيانات كرة القدم.إي يو (الإنجليزية)
- رودريغو ميلينديز على موقع ناشيونال فوتبول تيمز (الإنجليزية)
- رودريغو ميلينديز على موقع Soccerway.com (الإنجليزية)
- رودريغو ميلينديز على موقع عالم كرة القدم.نت (الإنجليزية)